# Зразок для наслідування (Доктор Хаус)
«Зразок для наслідування» (англ. Role Model)  — сімнадцята серія першого сезону американського телесеріалу «Доктор Хаус». Прем'єра епізоду проходила на каналі FOX 12 квітня 2005.
Сенатор Гарі Райт, чорношкірий кандидат у президенти, втрачає свідомість під час передвиборчої кампанії. Хаус підозрює, що він має СНІД, і постійно намагається викрити його в брехні. Воглер вимагає у Хауса вимовити промову на презентації нових ліків фармацевтичної компанії, що належить йому.

## Сюжет
Політик Гері Райт виступає з промовою і раптово починає відчувати себе погано. Він намагається промовити решту своєї промови, яку закінчує його помічник, а потім наполягає, що з ним усе гаразд. Однак його нудить і він втрачає орієнтацію, блює, перш ніж впасти вниз на сходах зі сцени.
Воглер розповідає Хаусу про випадок. Хаус вважає, що у пацієнта харчове отруєння, а Воглер відповідає, що якщо все так просто, то у Хауса це не займе багато часу. Вони починають говорити про те, що Хаус повинен звільнити Кемерон або Формана, і Воглер наказує йому виголосити промову на підтримку ліків, які розробляє компанія Воглера. Хаус вважає, що цей препарат лише дорога альтернатива існуючим лікам. Однак Воглер каже Хаусу, що якщо він виступить з промовою і візьметься за справу Райта, йому не доведеться нікого звільняти.
Форман оглядає Райта, який каже, що почувається знесиленим. Хаус приходить, граючи в Game Boy, і дає зрозуміти, що його не цікавить ця справа, поки не помічає, що рефлекс надколінника Райта не визначається. Він призначає МРТ і люмбальну пункцію, результати яких є нормальними, за винятком невеликої плями в мозку на МРТ Райта, яка може бути нічим. Хаус дивується, чому Чейз більше його не боїться, і каже Кемерон і Форману, що йому не потрібно нікого звільняти. Він вважає, що у пацієнта або інфекція, або пухлина і для підтвердження призначає біопсію мозку.
Кадді викликає Хауса до свого кабінету, щоб сказати йому, що він не може зробити біопсію мозку пацієнта. Вони йдуть сперечатися перед Райтом, і Хаус помічає, що він заїкається. Райт погоджується на біопсію, яка виявляє ураження мозку, викликане токсоплазмозом. Однак токсоплазмоз викликає ураження головного мозку лише у пацієнтів з аномально слабкою імунною системою. Це означає, що Райт хворий на СНІД.
Форман пояснює Райту діагноз і каже, що він хворий на СНІД. Райт відмовляється в це вірити, заперечуючи будь-яку поведінку, яка могла б викликати у нього СНІД. Він відмовляється від антиретровірусних препаратів. Він каже, що йому потрібні лише ліки від токсоплазмозу, і погоджується на тест на СНІД, лише якщо він проводиться під псевдонімом. Він також вимагає, щоб команда перевірила його на будь-що інше, що може спричинити зараження токсоплазмозом.
Кемерон і Чейз шоковані тим, що Хаус виголошує промову для Воглера. Каже, погодився на це, щоб їх усіх утримати. Він наказує їм повідомити пресі, що Райт хворий на рак, і почати тести на нього, незважаючи на діагноз СНІД.
Райт починає скаржитися на головний біль і дивується, чому Форман не вірить, що він не хворий на СНІД. Пацієнт вважає, що політики, особливо афроамериканські політики, не розуміють сумнівів.
Кемерон намагається подякувати Хаусу, але йому це нецікаво. Вона каже йому, що люди моляться Богу, тому що це для них щось значить, і що подяка йому має значення для неї. Він називає її наївною атеїсткою. Він каже, що люди моляться, щоб Бог не знищив їх, і каже Кемерон, що не збирається її знищувати.
Тест на СНІД виявився позитивним, і Райту почали приймати антиретровірусні препарати. Його кількість Т-клітин надзвичайно низька, що означає, що він, швидше за все, помре. Хаус повинен зв'язатися з сексуальними партнерами пацієнта, і Райт каже, що у нього було лише дві подруги. Хаус все ще вважає, що у нього був гомосексуальний секс, і дивується, чому він продовжує бреше про це. Райт запитує, чому Хаус завжди вірить у людей у найгірше, кажучи, що він вважає за краще вважати людей хорошими та час від часу розчаровуватися. Хаус бере ще один аналіз крові.
Хворий намагається встати з ліжка, але виявляє, що не може ходити. Антиретровірусні препарати не діють, і йому стає гірше. Кадді запитує Хауса, чому він так засмучений тим, що йому доводиться виголошувати промову, коли препарат Фоглера діє.
Хаус каже Райту, що антиретровірусні препарати не діють, тому що він не хворий на СНІД. Перший тест був хибнопозитивним; другий тест був негативним. Але він усе ще помирає — різниця лише в тому, що тепер вони не знають, чому.
Райт починає втрачати функцію мозку та чутливість правого боку. Хаус кличе Вілсона на допомогу та замовляє повне сканування тіла, оскільки це єдина альтернатива, навіть якщо такі сканування зазвичай марні. Вілсон запитує, чому Хаус повторив тест на СНІД, вважаючи, що він, мабуть, повірив пацієнту, чого Хаус ніколи не робить.
Сканування всього тіла показує деякі аномалії. Приходить Воглер, щоб переконати Хауса, що це не харчове отруєння. Він дає Хаусу 14 сторінок нотаток для своєї промови.
Хаус сперечається з Чейзом про те, що він видав його Кадді та Фоглеру. Чейз визнає це, і Хаус запитує, як він може продовжувати з ним працювати. Чейз каже йому, що у нього немає вибору.
Форман починає досліджувати аномалії, які вони виявили під час сканування. Райт запитує, чи з ним все буде добре.
Хаус каже Вілсону, що продає свою душу Воглеру, виголошуючи промову. Єдина відмінність нового препарату в тому, що компанія Воглера додала антацид. Вілсон каже йому не хвилюватися про це — він робить добру справу.
Форман каже Хаусу, що всі аномалії на скануванні були звичайними. Хаус хоче зробити біопсію селезінки пацієнта, незважаючи на ризик смерті від кровотечі . Кадді дуже неохоче погоджується.
Хаус знаходить Кемерон в лабораторії. Він запитує, чому він їй подобається, і каже, що хоче знати, що її спонукає.
Форман йде до пацієнта, щоб отримати згоду на біопсію селезінки. Однак у Райта проблеми з диханням, і Форман розуміє, що в такому стані вони не можуть зробити з ним біопсію.
Команда вважає, що у Райта може бути волосатоклітинний лейкоз, але немає безпечного способу перевірити на нього. Вони шукають інші маркери, але їх немає, але пацієнт позитивний на вірус Епштейна-Барр. Це не вказує на волосатоклітинний лейкоз, але вказує на щось інше. Хаус поспішає до кімнати Райта і каже, що він не пошкодив язик під час нещасного випадку, як він стверджував раніше: у нього був епілептичний припадок. Райт визнає це, але каже, що у нього не було судом з 10 років. Хаус позбавляє його кисню, доки він не зізнається, що приймав ліки, які разом із вірусом Епштейна-Барра можуть спричинити аутоімунне захворювання: звичайний варіабельний імунодефіцит.
Чейз зазначає, що раніше він припускав, що у пацієнта був такий стан, і Хаус відхилив діагноз, оскільки це, як правило, дитяча хвороба. Хаус вважає, що пацієнт переніс хворобу в дитинстві, але вона залишалася безсимптомною, поки він не пережив стрес передвиборної кампанії. Він наказує команді лікувати Райта від цього, незважаючи на те, наскільки це малоймовірно.
Протягом наступного тижня Райт починає покращуватися. Він повинен приймати ліки до кінця життя, але він буде добре. Команда каже йому, що він може продовжувати балотуватися. Він визнає, що не виграє, але каже, що Хаус помиляється, коли завжди має перемагати.
Хаус виголошує свою промову, а Воглер залежить від репутації та чесності Хауса, щоб схилити аудиторію. Хаус починає читати по нотаткам, але зупиняється після одного абзацу. Коли Воглер погрожує змусити його звільнити Кемерона чи Формана, якщо той не закінчить промову, він повертається до трибуни і каже аудиторії, що він знає, що новий препарат хороший, оскільки він такий самий, як старий, тільки набагато дорожчий. Він каже, що компанія Воглера просто обдурює, щоб отримати новий патент. Кадді та Вілсон пригнічені. Воглер приголомшений. Хаус залишає сцену.
Хаус вдома, грає на піаніно. Його автовідповідач показує 12 нових повідомлень. Кемерон йде до Хауса додому. Вона каже йому, що звільняється, щоб йому не довелося звільняти її чи Формана. Хаус запитує чому, і вона відповідає, щоб захистити себе. Вона зізнається, що він їй подобався, незважаючи на його недоліки, тому що вона думала, що все, що він робив, було для того, щоб допомагати людям. Але тепер вона розуміє, що була неправа: він робить те, що робить, тому що це правильно. Вона вважає, що єдиний спосіб вчинити правильно — це кинути палити.

## Остаточний діагноз в серії
Остаточний діагноз — Варіабельний некласифікований імунодефіцит уповільненого типу через вірус Епштейна-Барр